# Земля короля
«Земля короля» (дан. Bastarden «Бастард», в американському прокаті «Земля обітована» англ. The Promised Land) — історичний фільм данського режисера Ніколая Арселя 2023 року, заснований на книзі «Капітан і Енн Барбара» Іди Єссен. Головну роль у картині грає Мадс Міккельсен. Прем'єра фільму відбулася 5 жовтня 2023 року.

## Сюжет
Дія фільму відбувається у Данії в середині XVIII століття. Король Фредерік V вирішує освоїти великі пустки на півострові Ютландія, щоб принести на ці землі цивілізацію та збільшити податкові надходження до скарбниці. Виконавцем цього задуму стає шукач пригод Людвіг фон Кален. Йому доведеться зіткнутися з розбійниками і силами природи.
В основу сценарію ліг роман Іди Єссен «Капітан і Енн Барбара».

## У ролях
- Мадс Міккельсен — Людвіг фон Кален
- Аманда Коллін[en] — Енн Барбара
- Симон Беннеб'єрг — Фредерік де Шинкель
- Крістін Куят Торп — Едель Елен
- Густав Лінд[en] — Антон Еклунд
- Якоб Ульрік Ломанн — Траппо
- Мортен Хі Андерсен — Йоганнес Еріксен
- Магнус Креппер — Гектор
- Фелікс Крамер —
- Меліна Хагберг — Анмай Мус

## Виробництво
Проєкт анонсували в травні 2022 року під назвою «Землі короля». Режисером став Арсель, головну роль отримав Мадс Міккельсен (він грав в іншому фільмі Арселя, «Королівський роман»). Сценарій написав сам Арсель разом з Андерсом Томасом Йенсеном. У виробництві взяла участь компанія Zentropa Entertainments, бюджет картини — 8 мільйонів євро. Зйомки почалися у вересні 2022 і завершилися на початку листопада того ж року. Вони відбувалися у Німеччині, Данії та Чехії.

## Сприйняття
Арсель заявив, що «Бастард» «стане захопливим духом сучасним і епічним фільмом, в якому будуть темрява, гумор, безсилля, кров, піт і безумство історії з невтомними першопрохідниками пустки та їх ворогам». Фільм уввійшов у Оскарівський short list, але далі, на жаль, не пройшов.

## Прем'єра в Україні
Прем'єра в Україні відбулася 18 квітня 2024 року.